# Regina Jonas
Pour les articles homonymes, voir Jonas (homonymie).
Regina Jonas, née le 3 août 1902 à Berlin et assassinée vers le 12 octobre 1944 à Auschwitz, est une femme rabbin originaire de Berlin, universitaire judéo-allemande du XXe siècle et figure de proue du judaïsme progressiste. Elle est la première femme à avoir pratiqué la carrière de rabbin.

## Jeunesse
Jonas grandit dans Scheunenviertel, un quartier pauvre de Berlin où habitent des juifs religieux arrivés en Allemagne à la fin du XIXe siècle d'Europe orientale. Regina Jonas perd très jeune son père : en 1913, celui-ci meurt de tuberculose. Elle grandit dans la pauvreté, sa mère, veuve sans ressources, devant subvenir seule aux besoins de ses trois enfants : Sarah l’aînée, Abraham, le cadet, et Regina.
La mort du père force la petite famille à déménager dans un autre quartier de Berlin. Dans le nouvel appartement, situé à proximité d'une petite synagogue orthodoxe, la synagogue de la Rykestrasse, la vie de Regina Jonas change. Elle est en effet attirée par l'atmosphère de la synagogue. Le Rabbi, le Dr Max Weil, la prend sous son aile, notamment en finançant ses études, d'abord dans une école juive, puis dans un Gymnasium pour filles. En 1923, Jonas passe ainsi son Abitur à la Weissensee Oberlyzeum. Comme beaucoup de femmes à l'époque, elle devient institutrice. Par la suite, en 1924, elle s'inscrit à la Hochschule fuer die Wissenschaft des Judentums, l'Institut supérieur d'Études Juives ou Académie des Sciences du Judaïsme, où elle suit un séminaire destiné aux rabbins et éducateurs. Elle y obtient un certificat d'« Enseignante académique de religion » en décembre 1930.
Désirant devenir rabbin, Regina Jonas choisit comme sujet de thèse : « Une Femme peut-elle être rabbin selon les sources halakhiques ? ». Elle effectue ce travail de thèse sous la direction du Rabbin Eduard Baneth, qui est professeur de Talmud à la Hochschule et y est le responsable de la coordination rabbinique. Regina Jonas développe le résultat de son étude dans un mémoire de 88 pages. Elle y conclut que, selon les sources bibliques, talmudiques et rabbiniques, il est possible pour une femme de devenir rabbin. Ce document constitue la première tentative connue pour une justification halakhique de l'ordination des femmes. La thèse de Regina Jonas reçoit la mention « bien » (Praedikat gut).
Regina Jonas ne s'est jamais mariée. Elle vit avec sa mère jusqu'à ce qu'elles soient toutes deux envoyées au ghetto juif. Avec sa mère, elle mène une vie religieuse orthodoxe, même pendant ses études à la Hochschule, qui est pourtant un établissement essentiellement dominé par le judaïsme libéral. Elle se comporte en orthodoxe, car elle estime qu'il n'y a pas de contradiction entre la halakha et son désir de servir dans le rabbinat.

## Ordination
Le Rabbin Hénoc Albeck, son professeur d'études talmudiques responsable des ordinations, refuse de l'ordonner. Rav Albeck explique son refus en disant qu'il n'est pas disposé à ordonner une femme. Regina fait appel au rabbin Leo Baeck, chef spirituel de la communauté juive allemande, son professeur à la Hochschule. Peut-être par crainte d'exacerber les tensions avec le rabbinat orthodoxe allemand, celui-ci refuse également. Bien que Rabbi Baeck soutienne Jonas et l'encourage dans ses études, il n'est en effet pas disposé à risquer de mettre à mal l'unité entre les différentes branches du judaïsme en ordonnant rabbin une femme. Deux ans plus tard, quand un rabbin libéral accepte enfin d'ordonner Jonas, Rabbi Baeck lui envoie immédiatement une lettre de félicitations. Cette lettre, retrouvée dans des archives par une historienne en 1991, est demeurée ignorée par le rabbinat pendant 46 ans.
Le 27 décembre 1935, Regina Jonas reçoit sa Semikha et est ordonnée par les rabbins Max Dienemann et Louis-Germain Lévy à Offenbach-sur-le-Main. Celui-ci est à la tête de l'Association des rabbins libéraux d'Allemagne. Même après qu'elle est ordonnée rabbin, et en dépit du fait que le début des persécutions nazies cause une diminution importante dans la direction spirituelle des communautés juives en Allemagne, la rabbi Jonas ne parvient pas à trouver une congrégation prête à l'accueillir en tant que rabbin. Elle trouve finalement du travail en tant qu'aumônière dans diverses institutions juives.

## Persécution
Les persécutions du régime nazi qui se poursuivent et s'intensifient forcent de nombreux rabbins allemands à émigrer. Plusieurs communautés se trouvent privées de rabbin, ce qui permet à Regina Jonas de trouver finalement un travail en tant que rabbin et de prêcher dans une synagogue, la « Jüdische Gemeinde zu Berlin ». Toutefois, elle n'officie que pour une brève période, car comme la majorité des Juifs allemands, elle est bientôt mise au travail forcé par les autorités nazies. Malgré tout, elle parvient à poursuivre son travail rabbinique, continuant à enseigner ainsi qu'à prêcher. Rabbi Jonas donne également des conférences à des groupes de la Women's International Zionist Organization (WIZO) et au Jüdischer Frauenbund. Elle visite aussi les malades de l'hôpital juif et prête assistance à ceux dont la situation économique est devenue désespérée après le pogrom de la nuit de Cristal des 9 et 10 novembre 1938.
Durant l'hiver 1940-1941, le Reichsvereinigung der Juden in Deutschland (l'organisation d'enregistrement obligatoire des Juifs allemands établis par les nazis) l’envoie dans plusieurs villes où les Juifs sont sans rabbins. Elle donne ainsi des sermons et des conférences à Brunswick, Göttingen, Francfort-sur-l'Oder, Wolfenbüttel et Brême.
Le 3 novembre 1942, Regina Jonas se voit ordonnée de remplir un inventaire de l'ensemble de ses biens, y compris ses livres. Deux jours plus tard, l'ensemble de ses avoirs est confisqué « au profit du grand Reich allemand ». Le 6 novembre 1942, elle est arrêtée par la Gestapo et déportée au camp de concentration de Theresienstadt. Elle y poursuit son travail de rabbin. Elle aide le psychologue Viktor Frankl, lui aussi prisonnier à Theresienstadt, à créer un service d'intervention en cas de crise afin de prévenir les suicides. Jonas se charge d'aller à la rencontre des nouveaux arrivants à la gare, où elle les aide à surmonter le choc émotionnel et le stress causés par l'arrivée dans un camp de concentration.
Au camp nazi de Theresienstadt, elle rencontre de nouveau le rabbi Baeck. Contrairement au rabbin Jonas, le rabbin Baeck survit à la Shoah, mais jusqu'à sa mort à Londres, en 1956, il évite de mentionner l'activité spirituelle et d'aide thérapeutique menée par le rabbin Jonas dans le camp de concentration de Theresienstadt. Viktor Frankl, qui survit aussi à la Shoah, ne mentionne pas non plus Jonas. En 1946, Frankl écrit dans la préface à son livre Man's Search for Meaning, qu'il a effacé de sa mémoire tout ce qui s'est passé avant son entrée aux portes d'Auschwitz.
Après avoir travaillé sans arrêt pendant deux ans à Theresinstadt, Regina Jonas est déportée le 12 octobre 1944 à Auschwitz où elle meurt à l'âge de 42 ans. Le dossier qui porte son nom dans le fichier du camp ne comporte que deux pages. La date exacte de son assassinat par les nazis demeure inconnue.

## Héritage

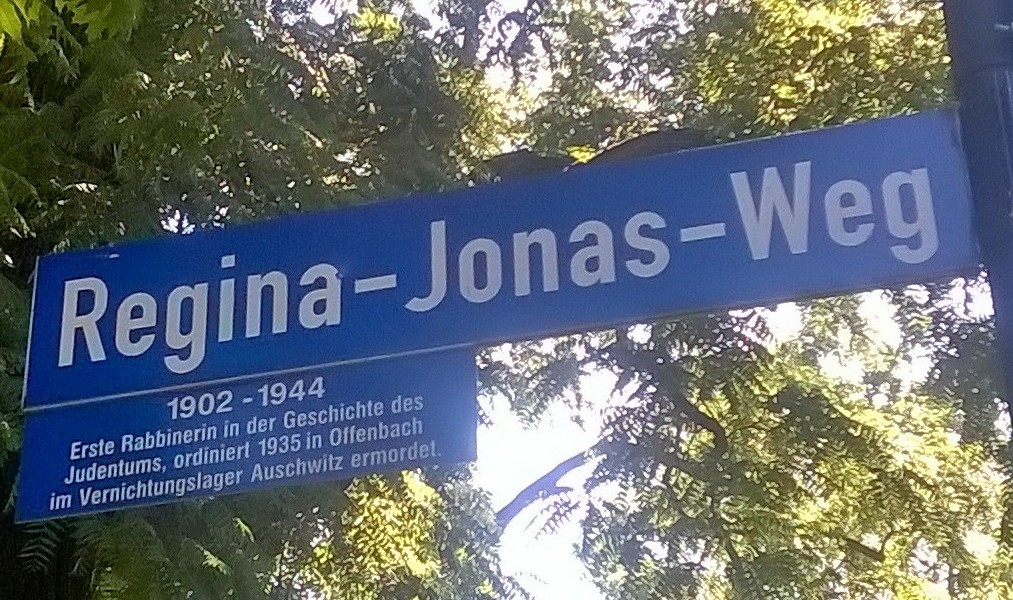
Panneau annonçant la rue Regina-Jonas à Offenbach-sur-le-Main.

Un document écrit à la main intitulé Exposés de la seule et unique femme rabbin, Regina Jonas existe toujours et peut être consulté dans les archives du camp de concentration de Theresienstadt. Ce document réunit 24 exposés : cinq des textes traitent de l'histoire des femmes juives, cinq autres de sujets talmudiques, deux textes de thèmes bibliques, trois autres textes sur de sujets pastoraux et neuf autres textes offrent une introduction à l'éthique, aux croyances et aux fêtes juives. Ces textes ont été retrouvés et conservés grâce au dévouement de la Maison de kibboutz Guivat Haïm Ihoud, une institution qui travaille à préserver la mémoire des Juifs qui ont été incarcérés au camp de concentration de Theresienstadt,
En 1972, le mouvement du judaïsme réformiste ordonne rabbin Sally Priesand, la seconde femme rabbin après Regina Jonas mais lorsqu'elle est ordonnée rabbin en 1972, Sally Priesand est qualifiée de « première femme rabbin » sans que personne corrige cette erreur factuelle. L'existence de Regina Jonas va être redécouverte plus tard, notamment à la suite de la chute du Mur de Berlin qui permet l'accès aux archives de l'Allemagne de l'Est. En 1995, Bea Wyler, après avoir fait ses études rabbiniques au Séminaire théologique juif à New York, est la première femme depuis Regina Jonas à être nommée rabbin en Allemagne. En 2010, Alina Treiger devient la première femme ordonnée rabbin en Allemagne depuis 1935,.

## Redécouverte de Regina Jonas
L’existence de Regina Jonas est restée ignorée pendant une cinquantaine d'années. Cette situation va changer après la chute du Mur de Berlin, grâce à la découverte de documents dans les archives de l'Allemagne de l'Est. Dans les années 1990, Regina Jonas est tout d'abord redécouverte grâce aux travaux de l'historienne israélienne Margalit Shlain de l'université Bar Ilan et de Katerina von Kellenbach, chercheuse et conférencière au département de philosophie et de théologie de l'université St. Mary aux États-Unis. Cette dernière se rend à Berlin en 1991 pour rechercher du matériel sur l'histoire religieuse allemande. Elle découvre alors dans les archives récemment ouvertes une enveloppe contenant un document, rédigé en allemand et en hébreu, intitulé certificat d'enseignement reçu par Regina Jonas de la part de l'administration de la Hochschule für die Wissenschaft der Judentums (l'institution rabbinique d'études judaïques de l'époque fondée en 1896, qui avait été détruite en 1942 par les nazis). Ce certificat décerné à Regina Jonas le 12 décembre 1930 l'autorisait à enseigner les études judaïques, y compris la langue hébraïque, dans les écoles de la communauté juive allemande.
Dans la même enveloppe, Katerina von Kellenbach retrouve une photographie de Regina Jonas portant une robe rabbinique et tenant un livre dans sa main. Von Kellenbach poursuit ses recherches et découvre un autre document obtenu par Regina Jonas cinq ans plus tard en 1935. Il s'agit du document signé par le rabbin Dr Dienemann Max, chef de l'Association libérale des rabbins dans la ville d'Offenbach, qui avait prononcé le 27 décembre 1935 l’ordination de Regina Jonas pour servir comme rabbin dans les communautés juives allemandes.
Dans aucune étude publiée jusque-là, il n'avait été fait mention qu'une femme avait été ordonnée par le rabbinat en Allemagne dans les années 1930 et que celle-ci avait de surcroît reçu - comme en témoigne l'une des lettres trouvées dans l'enveloppe - la bénédiction du Dr Leo Baeck.